# Free Software Directory
La Free Software Directory è un archivio di software libero. Il progetto fu iniziato nel settembre 1999 dalla Free Software Foundation (FSF), che incaricò Janet Casey di curarlo.

## Descrizione
Il progetto cataloga software libero che gira sotto sistemi operativi liberi, come i sistemi GNU (GNU/Linux, e tutte le altre varianti GNU). Ogni software libero elencato nella Free Software Directory è distribuito attraverso una licenza libera. L'organizzazione in directory è visualizzata mediante un'interfaccia web, tramite la quale è possibile aggiornare le informazioni inerenti ad un software già classificato oppure aggiungere una scheda relativa ad un software non ancora catalogato. Al 1º settembre 2009 il catalogo elencava circa 6.000 pacchetti. Dall'aprile 2003 l'UNESCO sostiene ufficialmente il progetto che si chiama ora FSF/UNESCO Free Software Directory. MediaWiki è un esempio di software libero elencato nella Free Software Directory.